# Німічкаси
Німічка́си (рос. Нимичкасы, чув. Нимичкасси) — присілок у складі Красноармійського району Чувашії, Росія. Входить до складу Алманчинського сільського поселення.
Населення — 195 осіб (2010; 262 у 2002).
Національний склад:
- чуваші — 98 %